# Cjdns

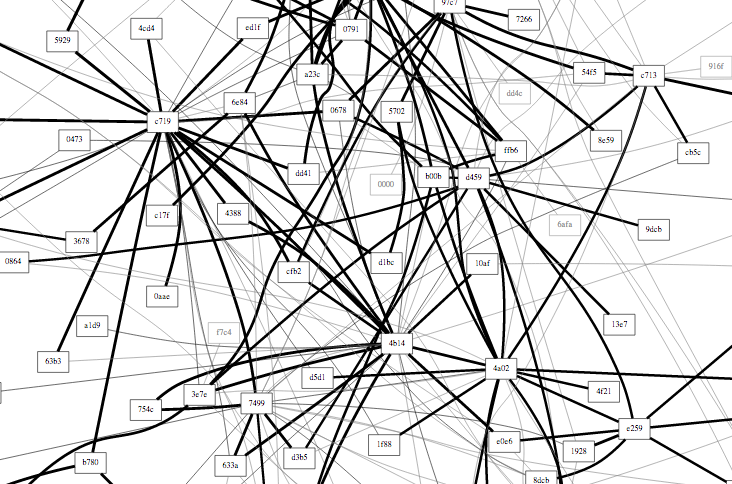
Un fragment al rețelei Hyperboria

cjdns este un protocol de rețea precum și o realizare a acestuia, bazat pe convingerea că rețelele ar trebui să fie ușor de configurat, protocoale să fie insensibile la mărimea rețelei, iar securitatea să fie omniprezentă.